# 春風のいたずら
「春風のいたずら」（はるかぜのいたずら）は、1974年3月1日に発売された山口百恵の4枚目のシングル。発売元はCBS・ソニー。
この曲から、ジャケット写真は篠山紀信が撮影するようになった。

## 収録曲
| 全作詞: 千家和也、全作曲: 都倉俊一、全編曲: 馬飼野俊一。 |                    |          |            |
| #                                                        | タイトル           | 作詞     | 作曲・編曲 |
| 1.                                                       | 「春風のいたずら」 | 千家和也 | 都倉俊一   |
| 2.                                                       | 「雨に濡れた少女」 | 千家和也 | 都倉俊一   |

## 品番
- 1974年3月1日 - EP: SOLB 116（シングル）

## 関連シングル
- 1978年4月21日 - EP: 06SH 296（「GOLDEN SINGLE」 片面: 禁じられた遊び）
- 1989年3月21日 - 8cmCD: 10EH 3174（「Platinum Single SERIES」 C/W: 禁じられた遊び）
- 2004年5月19日 - 8cmCD: MHCL 10016（オリジナル・カラオケ、「15歳のテーマ 百恵の季節」 初回紙ジャケ仕様盤）

## 関連作品
- 春風のいたずら
  - 15歳のテーマ 百恵の季節
  - 山口百恵ヒット全曲集 -1974年版-
  - 33 SINGLES MOMOE
  - 百惠辞典
  - ベスト・セレクション Vol.1
  - 山口百恵ベスト・コレクション VOL.1
  - GOLDEN☆BEST 山口百恵 PLAYBACK MOMOE part2
  - MOMOE PREMIUM
  - Complete MOMOE PREMIUM
  - 山口百恵ベスト・コレクション VOL.1
  - コンプリート百恵伝説
  - GOLDEN☆BEST 山口百恵 コンプリート・シングルコレクション

- 春風のいたずら（ライブ音源）
  - 百恵ライブ -百恵ちゃん祭りより-
  - MOMOE ON STAGE
  - 伝説から神話へ -BUDOKAN…AT LAST-
  - MOMOE LIVE PREMIUM

- 雨に濡れた少女
  - 15歳のテーマ 百恵の季節
  - 百惠辞典
  - MOMOE PREMIUM
  - Complete MOMOE PREMIUM
  - コンプリート百恵伝説

## カバー
- 浅野ゆう子（1974年／アルバム『とびだせ初恋』収録）